# Hurstwood Brook
Der Hurstwood Brook ist ein Wasserlauf in Lancashire, England. Er entsteht aus dem Zusammenfluss des Smallshaw Clough und zwei unbenannten Zuflüssen östlich von Burnley. Er fließt in westlicher Richtung und mündet in das Hurstwood Reservoir an dessen Nordende. Er verlässt den Stausee in dessen Südwesten und fließt in südwestlicher Richtung. Bei seinem Zusammentreffen mit dem Rock Water entsteht der River Brun.